# Sernac Financiero
El SERNAC Financiero es una institución pública del Gobierno de Chile, dependiente del Ministerio de Economía, que regula las prácticas en el otorgamiento de créditos financieros y contratos comerciales.

## Aplicación
Aunque el SERNAC Financiero opera desde el 5 de marzo de 2012, su aplicación total comenzó el 5 de junio de 2012, puesto que la Ley 20.555 concede un plazo de noventa días para que las instituciones se adecúen a las nuevas normas.
Actualmente se encuentra totalmente integrado a la estructura del Servicio Nacional del Consumidor, pasando a ser un área de trabajo adicional a los establecidos originalmente en la Ley N° 19.496.